# Seule contre la loi
Seule contre la loi (The Law and the Lady) est un roman écrit par Wilkie Collins en 1875. Il s'agit d'une histoire d'amour empruntant la forme d'un roman policier.

## Résumé
Valeria Briton épouse Eustace Woodville en dépit des doutes formulés par son entourage à son encontre.
Quelques jours après le mariage, une série d'intuitions amène Valeria à penser que son mari porte un lourd secret en relation avec son passé et, après avoir mené son investigation, elle découvre qu'il a utilisé un faux nom. Mais quand elle le confronte à sa découverte, il refuse d'en discuter, ce qui amène le couple à écourter sa lune de miel pour rentrer à Londres. De retour au pays, Valeria persiste obstinément dans sa quête de vérité et découvre finalement que son mari a été jugé pour l'empoisonnement de sa première femme. Son procès s'était conclu par le verdict en demi-teinte "relaxé faute de preuves" au lieu du non-lieu espéré, laissant un doute sur son innocence.
Valeria décide alors de tout faire pour prouver son innocence et sauver leur mariage.

## Inspirations
La première carrière de Wilkie Collins en tant qu'homme de loi a été une source d'inspiration pour bon nombre de ses romans. Il avait un intérêt marqué pour les lois concernant le mariage, le divorce et la propriété en Angleterre et en Écosse. Les mystères et les déboires qu'entraînaient ce genre d'affaires à cette époque ont servi de clé de voûte à plusieurs de ses œuvres. Bien qu'il soit considéré par certains comme l'inventeur du roman policier, d'autres attribuent la primeur du genre à Edgar Allan Poe dont la nouvelle Double assassinat dans la rue Morgue (The Murders in the Rue Morgue) fut publiée en 1841, soit 27 ans avant la première parution de La Pierre de Lune (The Moonstone).
Néanmoins, il fut sans conteste le premier à employer comme héroïnes des femmes détectives, et son œuvre eut certainement une influence sur la Miss Marple d'Agatha Christie.
La vie sentimentale mouvementée de Collins n'est sans doute pas sans rapport avec la manière dont il dépeint la ténacité de ses héroïnes dans leurs enquêtes et leur non-conformisme vis-à-vis des valeurs traditionnelles de la femme faible et soumise de l'Angleterre victorienne.